# Irene Mecchi
 (mars 2020).
Si vous disposez d'ouvrages ou d'articles de référence ou si vous connaissez des sites web de qualité traitant du thème abordé ici, merci de compléter l'article en donnant les références utiles à sa vérifiabilité et en les liant à la section « Notes et références ».
Irene Mecchi (née le 21 septembre 1949) est une écrivaine américaine pour la télévision, le cinéma, les journaux et Broadway. Originaire de San Francisco, elle a commencé son travail avec Disney en mars 1992, quand elle a écrit Recycle Rex, un court métrage d’animation qui a remporté le 1994 Environmental Media Award. Irene a travaillé sur les livres d’Herb Caen et est la co-scénariste de films d’animation Disney tels que Le Roi lion, Le Bossu de Notre-Dame, Hercule et Fantasia 2000. Avec le co-auteur Roger Allers, elle a reçu une nomination Tony 1998 pour l’écriture du livre pour Le Roi lion. Irene a écrit le téléplay pour Annie, qui a été diffusé sur ABC en 1999.